# Zinho
Zinho (pravo ime Crizam César de Oliveira Filho), brazilski nogometaš in trener, * 17. junij 1967.
Za brazilsko reprezentanco je odigral 55 uradnih tekem in dosegel sedem golov.